# The Fire Theft

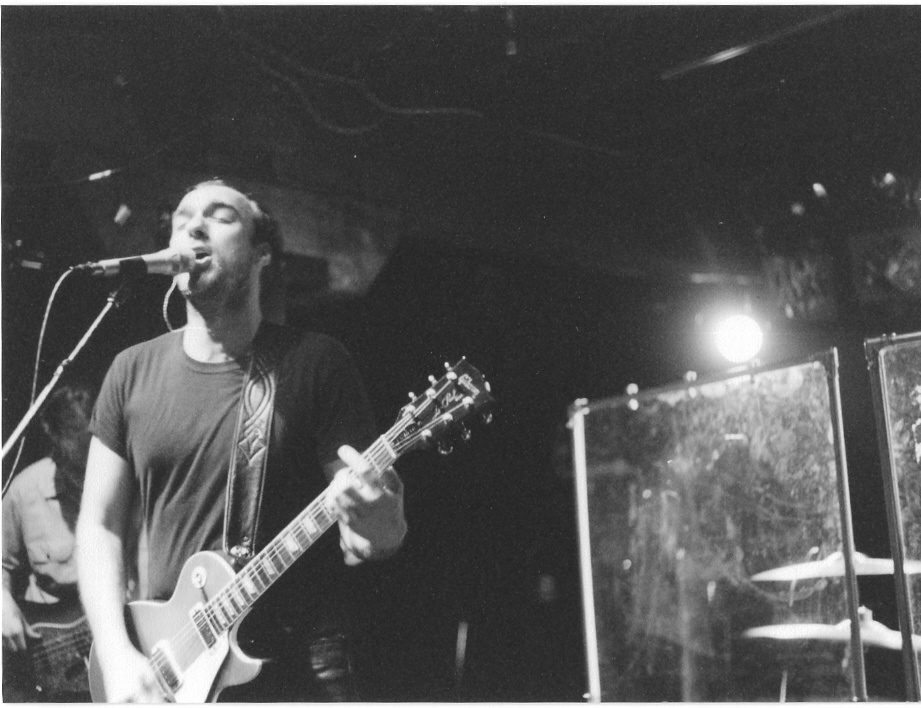
Jeremy Enigk de The Fire Theft. Tomada en la feria de Richmond en mayo de 2004.

The Fire Theft es una banda con base en Seattle, EE. UU., formada por el guitarrista y vocalista Jeremy Enigk, el bajista Nate Mendel y el batería William Goldsmith, todos habían sido anteriormente miembros de Sunny Day Real Estate, aunque Mendel y Goldsmith también habían tocado con Foo Fighters entre 1995 y 1997. The Fire Theft publicó un álbum homónimo el 23 de septiembre de 2003, en la compañía independiente Rykodisc.

## Entrevistas externas
- Entrevista (en inglés) con Jeremy Enigk en Trilogy Rock (España)

- Datos: Q597972